# Làng gốm Bàu Trúc

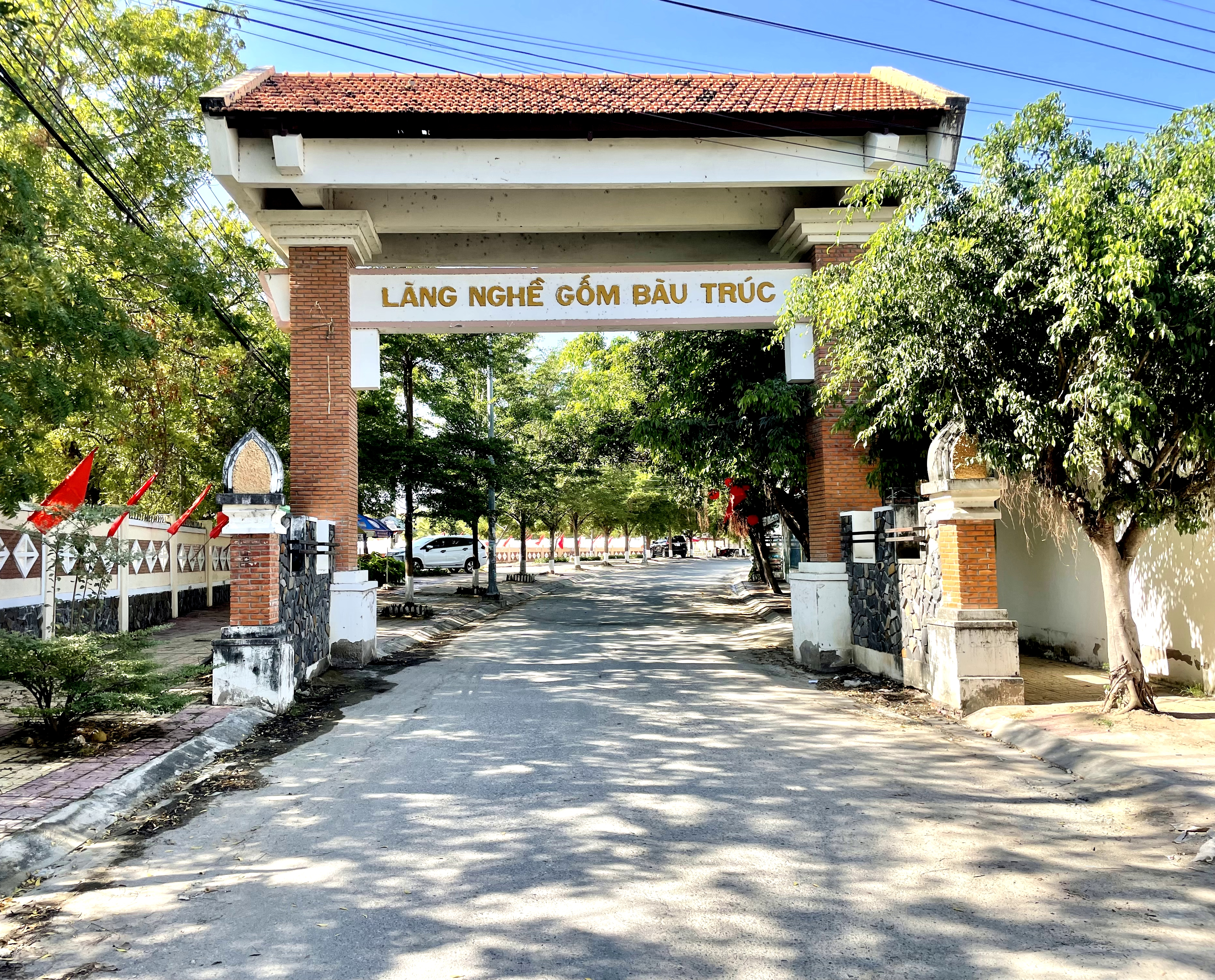
Cổng vào làng gốm Bàu Trúc

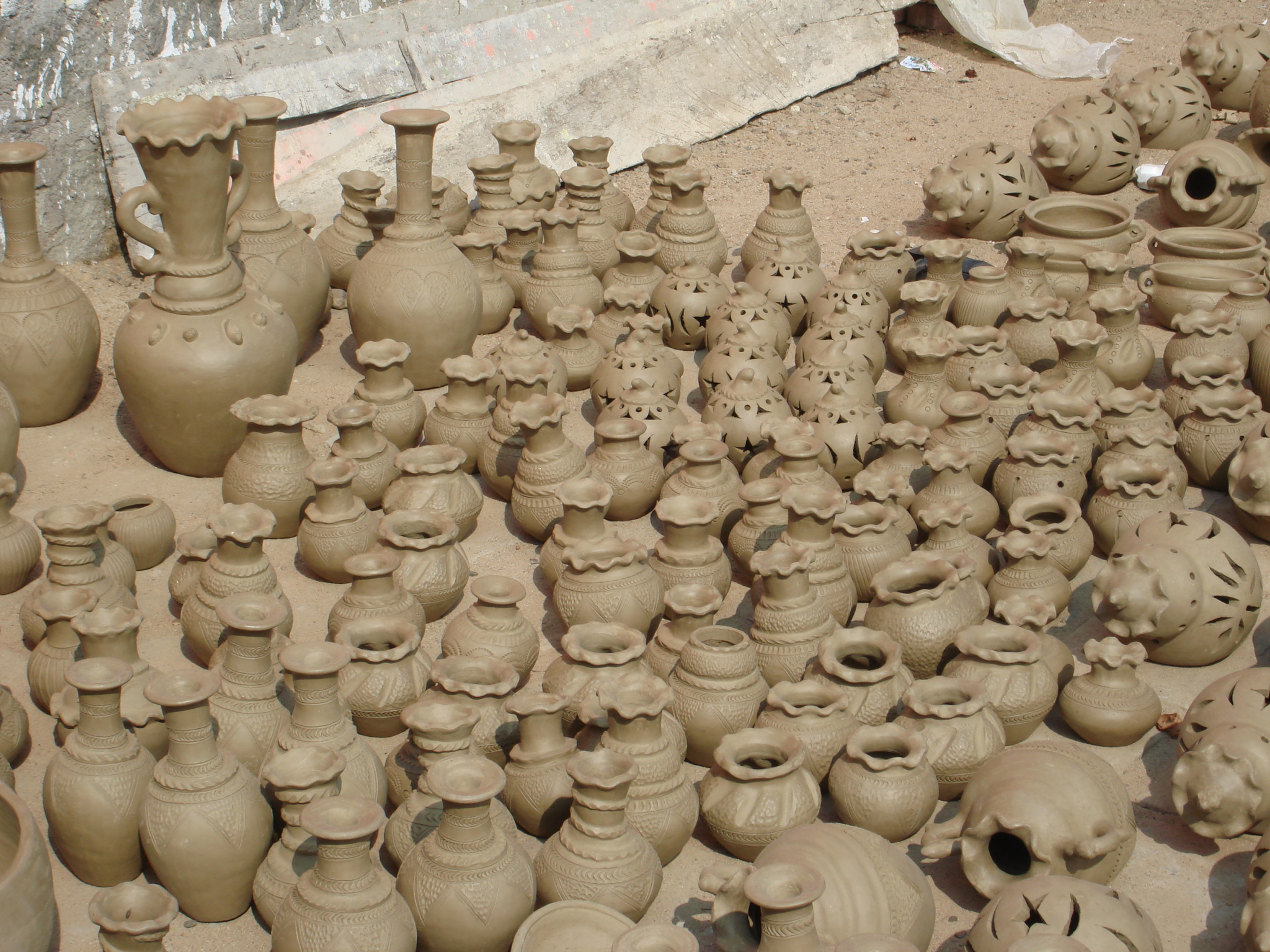
Các sản phẩm gốm Bàu Trúc đang phơi

Làng gốm Bàu Trúc (tiếng Chăm: Paley Hamu Trok) thuộc thị trấn Phước Dân, huyện Ninh Phước, tỉnh Ninh Thuận, cách thành phố Phan Rang - Tháp Chàm 10 km về hướng Nam. Làng gốm Bàu Trúc cùng với Làng dệt Mỹ Nghiệp được xem là làng nghề cổ nhất Đông Nam Á còn bảo lưu khá tốt truyền thống làm hoàn toàn bằng thủ công.
Ngày 20/10/2017, Ủy ban nhân dân tỉnh Ninh Thuận tổ chức Lễ công bố và đón nhận “Nghệ thuật làm gốm truyền thống của người Chăm làng Bàu Trúc” được đưa vào danh mục Di sản Văn hóa Phi vật thể cấp Quốc gia.

## Xuất xứ tên gọi
Làng có tên Chăm là Paley Hamu Trok, người Việt gọi là Ma Tró, có địa danh hành chính là làng Vĩnh Thuận từ thời Minh Mạng (1832). Sau trận lụt lớn năm 1964 (Giáp Thìn), làng dời về nơi cao ráo hơn - nơi có nhiều trúc cạnh nơi có một cái ao khá lớn nên gọi là Bàu Trúc (trong tiếng Chăm bàu có nghĩa là ao - hồ).